# Élisabeth Thible
Élisabeth Thible är känd som den första kvinnan i historien som flugit som passagerare i en luftballong. 
Hon är enbart känd från den händelse som gjort henne berömd och nästan ingen information finns om henne utöver den, förutom uppgiften att hon ska ha varit född i Lyon och gift med en köpman från den staden, som övergett henne. Det är möjligt att hon var yrkesverksam som sångerska, men dokumentation saknas. 
Den 4 juni 1784, åtta månader efter världens första bemannad ballongflygning, lättade Élisabeth Thible från marken i luftballong tillsammans med en 'Monsieur Fleurant' i staden Lyon.  Det var en offentlig uppvisning som ägde rum till ära för Gustav III av Sverige under hans besök i staden, och ballongen hade fått namnet La Gustave efter honom.  Den ursprungliga planen var att Fleurant skulle flyga med greve Jean-Baptiste de Laurencin, men denne hade överlåtit sin plats till Thible.  Vid denna tid var ballongflygning en sensation som nyss hade uppfunnits, och uppfattades som ett farligt vetenskapligt experiment. Flygturen varade i 45 minuter.  Élisabeth Thible uppsteg klädd till gudinnan Minerva och sjöng två duetter med Fleurant ur den populära operan La Belle Arsène av Monsigny.  Under landningen bröt Thible vristen. Fleurent hyllade henne som orsaken till uppvisningens framgång, både för hennes mod och för att hon under flygturen hade hjälpt till att ge ballongen bränsle. 
Élisabeth Thible är känd som den första kvinna som flög luftballong: året före henne klev tre kvinnor ombord på en luftballong i Paris, men denna var hela tiden förankrad vid marken medan de var ombord. Den första kvinna som själv flög en luftballong som pilot var Jeanne Labrosse 1798. 
En film har gjorts om henne: Venus im Wolkenschiff ('Venus på molnskeppet') för tysk WDR-TV av A. Reeker med Anouk Plany som Élisabeth Thible.